# Eyes On Me (王菲の曲)
「Eyes On Me」（アイズ・オン・ミー）は、王菲（フェイ・ウォン）の3枚目のシングル。
第14回日本ゴールドディスク大賞洋楽部門のソング・オブ・ザ・イヤー曲である。

## 概要
ゲームソフト『ファイナルファンタジーVIII』の主題歌（エンディングテーマ）のボーカルを誰にするかと言うことでスタッフ内で話し合いになった際に、スタッフ達が持ち寄ったCDの中に、当時日本では無名に近かった王菲の作品があり、それを聴いたスタッフ達が直感で決めたという。
1999年2月24日に日本で発売され、オリコン総合シングルチャート初登場は25位。オリコン洋楽シングルチャートでは19週連続1位を記録するなど50万枚を越える大ヒットとなった。
後に東芝EMIより発売されたダンスコンピレーションアルバム「Dancemania」シリーズにもリミックスバージョンが収録された。
2017年11月3日、レコードの日に合わせてアナログ盤が発売された。

## 収録曲
1. Eyes On Me (featured in Final Fantasy VIII) [5:40]
作詞：染谷和美、作曲：植松伸夫、編曲：浜口史郎
2. アカシアの実 [4:15]
作詞：林夕、作曲：柳重言、編曲：辛偉力（Alex San）
アルバム『チャン・ヨウ〜歌あそび〜』からのシングルカット。原題は『紅豆』。
3. Eyes On Me (featured in Final Fantasy VIII)(インストゥルメンタル・ヴァージョン) [5:40]

## 「Eyes On Me」のカバー
- 清田まなみ（「夏のアルバム」という日本語バージョンでカバー。『FINAL FANTASY SONG BOOK「まほろば」』収録）
- アンジェラ・アキ（2006年、『心の戦士』初回限定版ボーナス・トラック　ピアノ弾き語りを収録）。
- カノン（2011年、植松伸夫監修のアルバム「A New Story」に収録）

## ダンスマニアシリーズにおけるリミックス版
ダンスマニアシリーズではたびたびリミックス版が収録されている。
- Eyes On Me featured in Final Fantasy VIII (Almighty Mix) - Dancemania X5、Dancemania Diamond、ZIP mania III、ZIP mania BESTに収録。

- Eyes On Me featured in Final Fantasy VIII (Almighty Radio Mix) -Dancemania Diamond Complete Editionに収録。

- Eyes On Me featured in Final Fantasy VIII (Almighty Mix Edit) - Dancemania Delux 4に収録。

- EYES ON ME featured in FINAL FANTASY VIII (Super Planet Mix) - Dancemania Speed 4、Dancemania Speed Best 2001に収録。

## 「ファイナルファンタジーVIII」作中での設定
ゲーム中では、デリングシティのホテルでピアニストをしていたジュリア・ハーティリーが歌手としてデビューした曲として扱われている。元々この曲には歌詞がついていなかったが、ラグナ・レウァールと二人で話をした時に彼の瞳に心を惹かれ、その時の思い出をイメージした歌詞が付けられた。
この曲が発表された後、ジュリアは出兵したラグナの帰りを待っていたが、ラグナは帰ってこなかった（戦死してはいない）。それが理由で落ち込んでいたところをガルバディア軍のフューリー・カーウェイに励まされそのまま彼と結婚、翌年に娘のリノアを出産するも、その5年後にジュリアは交通事故で死亡している。